# Ostermaier
Ostermaier ist ein deutscher Familienname.

## Herkunft und Bedeutung
Ostermaier ist eine Variante des Familiennamens Meier.

## Varianten
- Ostermair, Ostermayer, Ostermayr, Ostermeier, Ostermeyer

## Namensträger
- Albert Ostermaier (* 1967), deutscher Schriftsteller
- Lukas Ostermaier, österreichischer Sportler